# Mukhtar Mihammed
Mukhtar Mihammed (Reino Unido, 1 de diciembre de 1990) es un atleta británico especializado en la prueba de 800 m, en la que consiguió ser medallista de bronce europeo en pista cubierta en 2013.

## Carrera deportiva
En el Campeonato Europeo de Atletismo en Pista Cubierta de 2013 ganó la medalla de bronce en los 800 metros, con un tiempo de 1:49.60 segundos, tras el polaco Adam Kszczot y el español Kevin López (plata).